# قانون الملصقات الغذائية الآمنة والدقيقة لعام 2015
كان قانون الملصقات الغذائية الآمنة والدقيقة (يُعرَف اختصارًا بـ SAFL) هو مشروع قانون أمريكي تُوفيَّ عام 2016 ولكن ليس قبل أن يؤثر على القانون العام 114-214. كان الغرض من كلا المشروعين هو تعديل قانون التسويق الزراعي لعام 1946. تم التوقيع على قانون المنافسين ليُصبح قانونًا من قِبل الرئيس الأمريكي باراك أوباما في 29 تموز/يوليو 2016.

## قرار مجلس النواب
قُدّم مشروع القانون في الأصل برعاية مايك بومبيو في 23 آذار/مارس 2015، وأقرَّ مجلس النواب القانون في 23 تموز/يوليو 2015. تم استلام مشروع القانون في مجلس الشيوخ في 24 يوليو 2015 وأحيل إلى لجنة الزراعة والتغذية والغابات. مات القانون على ورقة الطلب عند انتهاء الجلسة الأولى للكونغرس الـ 114. كانَ القانون سيُلزم منتجي الأغذية بإخطار إدارة الغذاء والدواء بأي أغذية معدلة بيولوجيًا من المقرر بيعها بين الولايات وستمنع بيع أي أطعمة معدلة بيولوجيًا لا تعتبرها الوكالة الفيدرالية آمنة.
تنافسَ مشروع هذا القانون ضد مشروع قانون مجلس الشيوخ رقم S.744 في الكونجرس رقم 114، والذي كان بعنوان «قانون إعادة تفويض وتعديل قانون برنامج الكلية الوطنية لمنح البحر، ولأغراض أخرى». كان مشروع القانون هذا، عندما نشأ على أنه مجرد «قانون لإعادة تفويض وتعديل قانون برنامج الكلية الوطنية للمنحة البحرية» برعاية فريق من الحزبين، لكن الرعاة الديمقراطيين المشاركين (كانتويل وشاتز) سحبا دعمهم في 15 مارس 2016، بعد أن قدم بات روبرتس مشروع قانون الأغذية المعدلة وراثيًا الخاص به وأصبح من الواضح أن الجمهوريين كانوا يعتزمون التعامل مع فاتورته «لأغراض أخرى» إلى القانون العام 114-214. كان الراعي الأساسي روجر ويكر. في 7 يوليو 2016، أقر مجلس الشيوخ إعادة التفويض، وفي 14 يوليو أقر مجلس النواب. في 29 يوليو 2016، وقع الرئيس أوباما مشروع القانون S.744 (114)  ليصبح قانونًا. عدلت قانون التسويق الزراعي لعام 1946.